# Abisynia (Jastrzębie-Zdrój)
Abisynia – część miasta Jastrzębie-Zdrój, nazwa niestandaryzowana, w granicach sołectwa Borynia. Znajduje się w północnej części miasta, pomiędzy Szeroką, a Kolonią Borynią. Główną ulicą jest ulica Plebiscytowa. Przed 1963 rokiem (połączeniem obecnych dzielnic miasta) należała do wsi Borynia.